# Boivão
Boivão is een plaats (freguesia) in de Portugese gemeente Valença en telt 247 inwoners (2001).

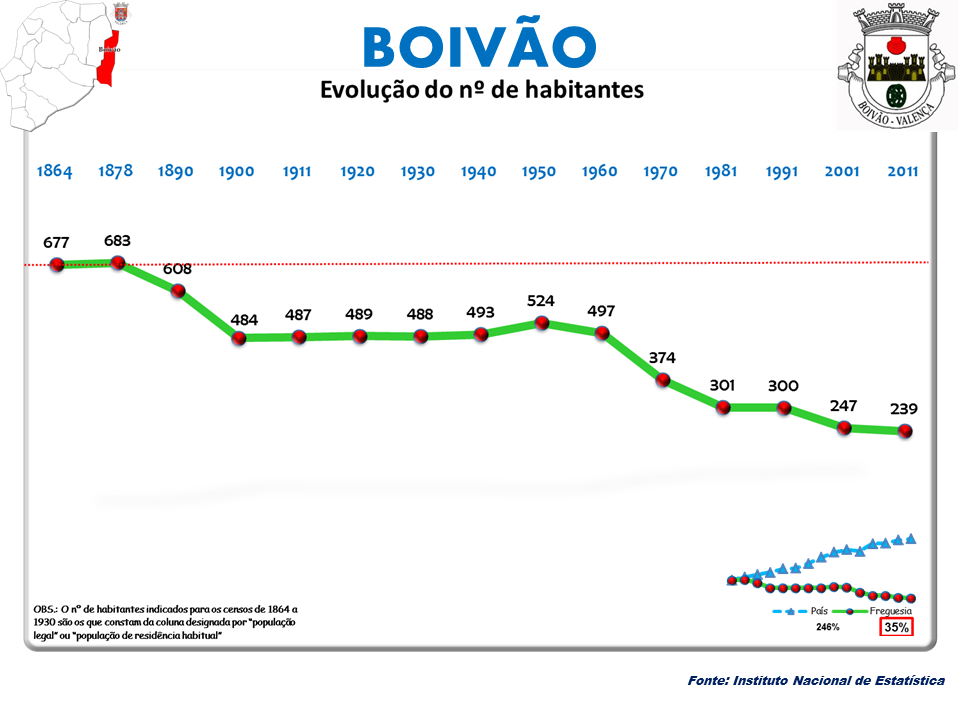
Bevolkingsontwikkeling tussen 1864 en 2011